# Sophus Nielsen
Sophus Erhard "Krølben" Nielsen (født 15. marts 1888 i København, død 6. august 1963 i København) var en dansk fodboldspiller – den første spiller nogensinde, der scorede 10 mål i en officiel landskamp.
Sophus Nielsens 10 mål faldt den 22. oktober 1908, da det danske fodboldlandshold spillede semifinale mod Frankrig i fodboldturneringen ved OL i 1908. Danmark vandt 17-1, og Sophus Nielsen scorede i det 3., 4., 6., 39., 46., 48., 52., 64., 66. og 76. minut. Danmark vandt sølv efter at have tabt finalen til Storbritannien.
I alt spillede Sophus Nielsen 20 landskampe for Danmark og scorede ifølge Dansk Boldspil-Union 16 mål (ifølge andre kilder 17 mål). Han vandt endnu en sølvmedalje med landsholdet ved OL i 1912, inden han spillede sin sidste landskamp den 12. oktober 1919, hvor Danmark tabte med 0-3 til Sverige i en venskabskamp på Stockholms Stadion.
Sophus Nielsen begyndte som fodboldspiller i Concordia og kom derefter til Østerbroholdet Stjernen, der senere blev til B 1903. Her spillede han til 1902, hvor han kom til Boldklubben Frem. Blot 16 år gammel debuterede Sophus Nielsen på Frems førstehold. Det meste af hans klubkarriere blev spillet i Frem, kun afbrudt af sæsonen 1906-1907, hvor han spillede for B 1903.
Sophus Nielsen var søn af murer Claus Nielsen og hustru Kathrine. Familien boede først i Ahornsgade på Nørrebro og flyttede senere til Lægeforeningens Boliger på Østre Allé, nu Brumleby. Faderen købte i 1897 et af Arbejdernes byggeforenings huse i Weysesgade 39 på Østerbro. I 1906 døde Claus Nielsen 47 år gammel, hvorefter Sophus' mor forsørgede sig og sine børn ved at sy uniformer for militæret. Børnene måtte yde deres til fællesskabet, så seks år gammel blev Sophus bud hos en bager og stod op om morgenen klokken fem for at bringe brød ud. I alt var de fem søskende i hjemmet, heriblandt Steen Nielsen, der senere i 17 år var formand for B 1903 i København. Efter konfirmationen fik Sophus Nielsen en læreplads som grovsmed på Burmeister & Wain og læste på Det tekniske Selskabs Skole om aftenen.
De berømte ben bar i 1910'erne Sophus Nielsen og hans bror Carl på valsen til Kiel i Tyskland. Sophus blev ret hurtigt mester for værktøjsafdelingen på skibsværftet, og Carl blev ansat som bygningssnedker. Begge meldte sig ind i den lokale fodboldklub SV Holstein Kiel og spillede i Norddeutsche 1. Liga med stor succes fra 1910 til 1911. Det har ført til, at man har kaldt Sophus Nielsen Danmarks første professionelle fodboldspiller, men han og broderen ernærede sig ikke ved deres fodboldspil. Så den karakteristik tilkommer stadig den lige så berømte Carl "Skomager" Hansen. Under sin tysklandstid repræsenterede han stadig Frem på landsholdet.
Da Sophus Nielsen vendte hjem, blev han ansat på Carlsbergbryggerierne og senere i Frihavnen på Kjøbenhavns Fjerrenseris maskinhal.
Efter karrieren blev Sophus Nielsen tilknyttet DBU's kursusvirksomhed og blev i 1940 unionens første landstræner med titel af "rigstræner". Hans betydeligste lederindsats på lang sigt var utvivlsomt, at han startede sine trænerkurser, som også vandt anerkendelse i udlandet. Sophus Nielsen var også i flere perioder lærer på Gerlev Idrætshøjskole.
Sophus Nielsens rekord på 10 mål i én landskamp blev tangeret ved OL i 1912, da Tysklands Gottfried Fuchs også scorede 10 mål i 16-0-sejren over Rusland. Rekorden blev først overgået i 2001, hvor Australiens Archie Thompson scorede 13 mål i storsejren på 31-0 over Amerikansk Samoa. Sophus Nielsen blev samtidig noteret for 2 hattrick. 
Sophus Nielsen, der faktisk hed Sofus Nielsen, døde den 6. august 1963 på Kommunehospitalet i København og ligger begravet på kirkegården ved Tvis Kirke ved Holstebro.